# Erik Gamby
Erik Julius Gamby, född Jönsson eller Person den 13 september 1908, död 5 februari 1996, var en svensk numismatiker och författare. Han vart anställd vid kungliga myntkabinettet men övergick sedan till att försörja sig som fri skribent. Han arbetade över ett brett kulturellt område; han forskade om och utgav skrifter om Per Götrek och tidig svensk arbetarrörelse, tidig europeisk utopisk socialism, Jan Fridegård, finlandssvenska författare och Gunnar Björling. Åren 1955–1970 (eller 1967) drev han Bokgillet, en bokklubb eller ett bokförlag som utgav kulturhistoriskt viktig litteratur. Erik Gamby debatterade även övergripande kulturpolitiska frågor. Hans bok Träsket satte i gång en debatt om författarnas ekonomiska situation som till slut ledde till att biblioteksersättningen infördes.  Han promoverades till filosofie hedersdoktor vid Uppsala universitet 1981. Gamby är begravd på Gustavsbergs kyrkogård.